# 주문진오징어축제
주문진오징어축제는 강원특별자치도 강릉시에서 개최하는 축전이다.